# رقص

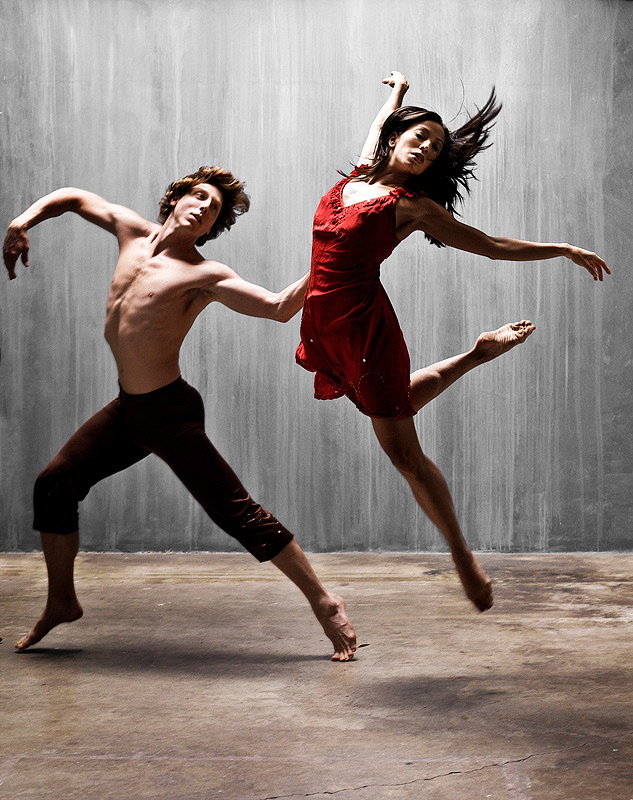
دو رقصنده رقص معاصر

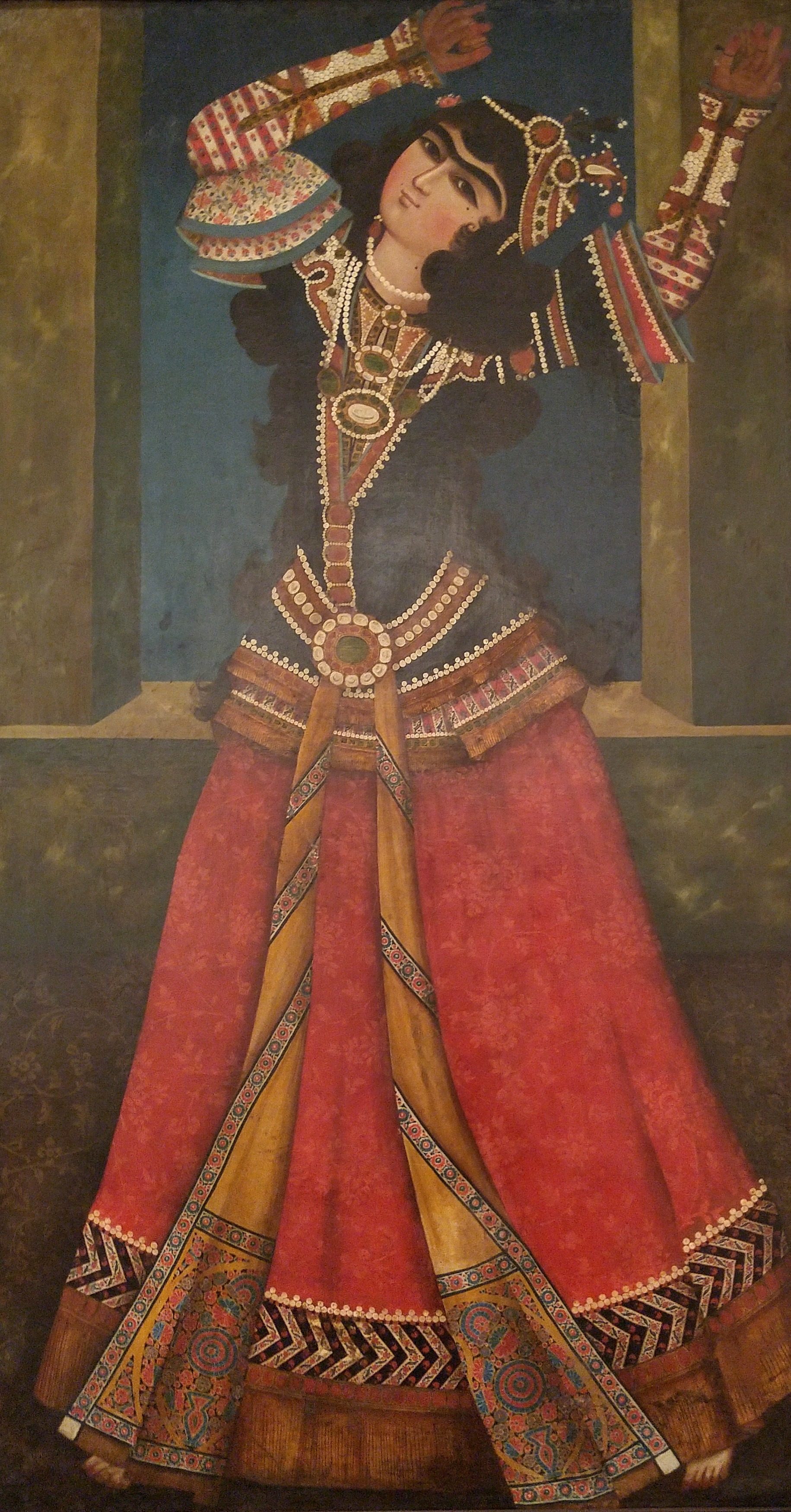
نقاشی تاریخی یک زن ایرانی در حال دست‌افشانی مربوط به دوره قاجاری در موزه تاریخ تفلیس

رَقص یا وَشت، کنشی است انسانی بر مبنای حس و حرکت جهت ابراز حسی پرشور و فزاینده برای دنیای پیرامون که بیان‌کننده یک حالت، تجربه یا درک باشد. رقص می‌تواند در یک محیط اجرایی، روحانی یا اجتماعی اجرا شود.
رقص یکی از رشته‌های هنرهای نمایشی و از هنرهای هفتگانه به‌شمار می‌آید که متشکل از مجموعه حرکات هدفمند انسانیست. این حرکات ارزش و معنای سمبولیک و زیبایی‌شناسانه‌ای دارند که به وسیله کنشگران و تماشاگران به عنوان پدیده‌ای به نام رقص در یک فرهنگ خاص شناخته شده‌است. رقص را می‌توان بر مبنای سبک رقص‌پردازی، زبان حرکتی رقصنده، یا پیشینهٔ تاریخی و مکانی‌اش به انواع مختلف دسته‌بندی کرد و شرح داد. همچنین انواع دیگری از فعالیت‌های بدنی و فیزیکی انسانی را نیز می‌توان در شمار رقص گنجانید، مانند هنرهای رزمی، ژیمناستیک، شنای موزون، سیرک رقص و انواع دیگر.
واژهٔ رقص همچنین برای نشان دادن جنبش‌های موزون و ترازمند جانداران و اشیاء دیگر به کار می‌رود مانند رقص برگ‌ها، رقص تولیدمثل در جانوران یا رقص باد.

## واژه‌شناسی
رقص یک وام‌واژه از زبان عربی است که ریشه در زبان فارسی دارد. وَشت یا فَرخه واژه پارسی آن است. در زبان پهلوی به آن پای واژیک' و در فارسی دری پای بازی نام داشته.
در زبان فرانسوی به رقص، «دانس» (Danse) گفته می‌شود که در ایران پیش از انقلاب هم این واژه پرکاربرد بود، برابر انگلیسی آن دَنس (Dance) است.

## تاریخ

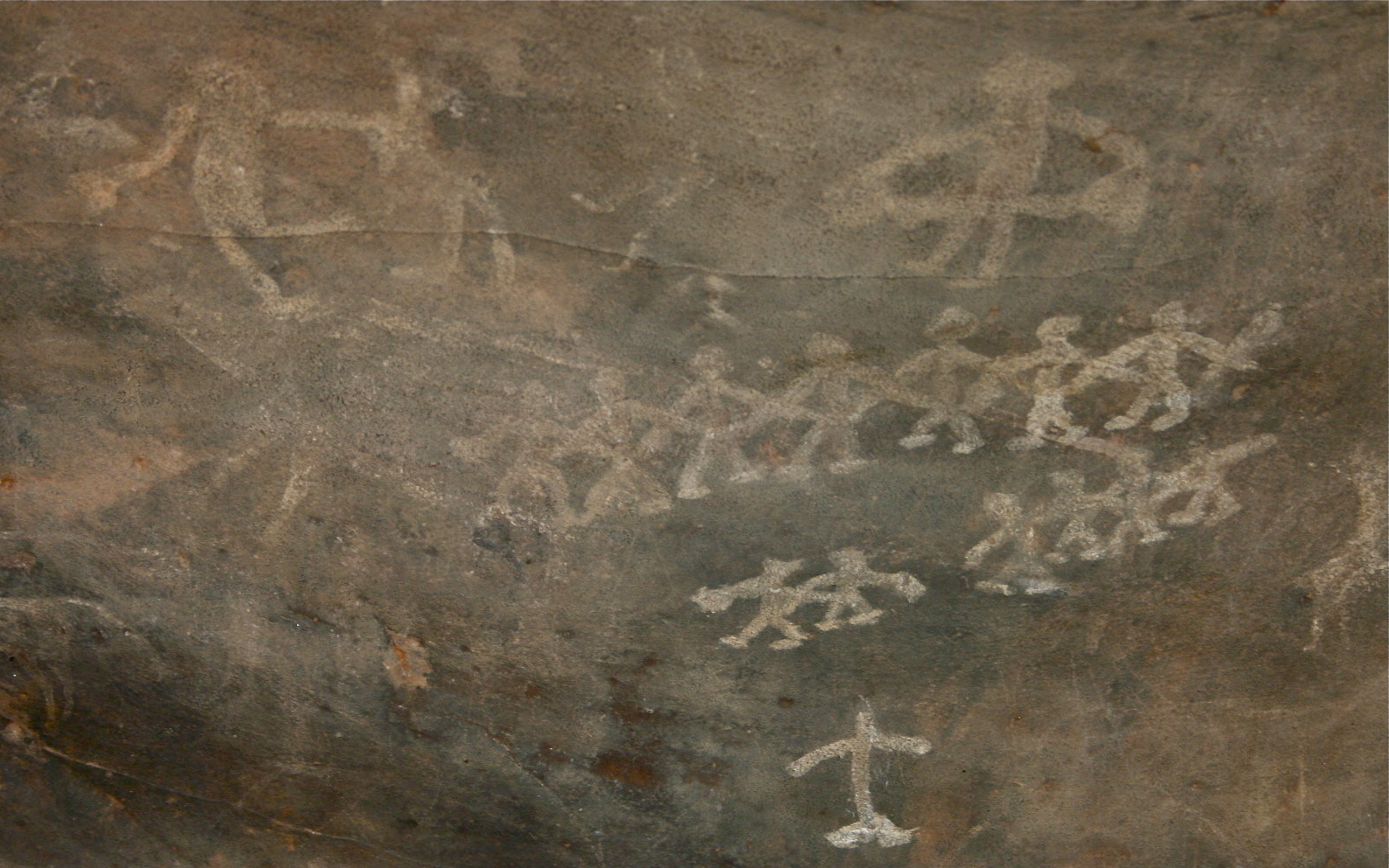
بیست رقصنده به همراه نوازندگان. نقاشی صخره‌ای درون غار در نزدیکی بوهپال، هند، با ۱۲٬۰۰۰ سال قدمت.

بر خلاف برخی از فعالیت‌های انسان آغازین مانند ساخت ابزارهای سنگی، شکار، نقاشی در غار و غیره، رقص هیچ نوع جسم فیزیکی از خود به جای نمی‌گذارد؛ بنابراین صحبت کردن دربارهٔ زمان ورود رقص به فرهنگ بشر غیرممکن است. با این وجود، قطعاً رقص بخش مهمی از مراسم، تشریفات، جشن‌ها و سرگرمی بدوی‌ترین تمدن‌های بشر بوده‌است. باستان‌شناسی ردپاهایی از رقص را در دوران قبل از تاریخ از جمله در نقاشی‌های مقبره‌های مصری در حدود ۳۳۰۰ پیش از میلاد و نقاشی‌های پناهگاه صخره‌ای بیمبتکا در هند نشان می‌دهد.
یکی از بدوی‌ترین کاربردهای سازمان‌یافته رقص در بازگویی نمایشی داستان‌های اساطیری بوده‌است. در واقع قبل از معرفی زبان‌های نوشتاری، رقص یکی از روش‌های اصلی انتقال این داستان‌ها از نسلی به نسل دیگر بود.
یک کاربرد اولیهٔ دیگر رقص، استفاده از آن به عنوان مقدمه نشئگی حالات خلسه در آداب شفا دهنده بوده‌است. هنوز هم در فرهنگ‌های جنگل بارانی برزیل و صحرای کالاهاری برای این کار از رقص استفاده می‌شود.
منشأ رقص‌های شیطان سریلانکا به دوران بسیار کهن قبایل بومی و یاکاها (شیاطین) برمی‌گردد. طبق افسانه‌های سریلانکایی، رقص‌های کندیان به ۲۵۰۰ سال قبل بر می‌گردند و مربوط به یک مراسم جادویی هستند که طلسم یک شاه افسون را شکست.

## رقص و موسیقی

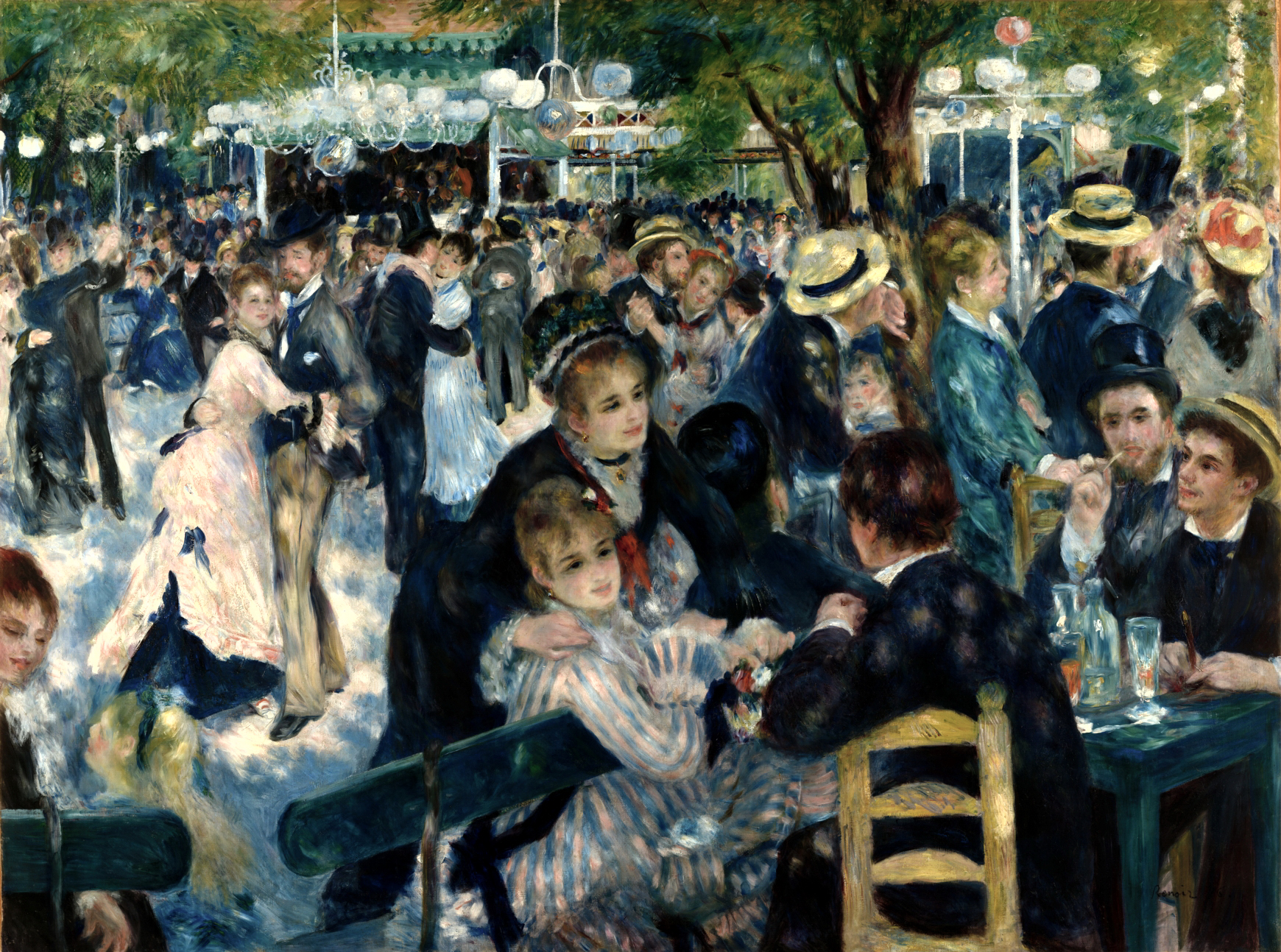
رقص در مولن دو لا گالت، اثر رنوار

گرچه رقص و موسیقی به دوران پیش از تاریخ برمی‌گردد، معلوم نیست که کدام یک «زودتر» به وجود آمده‌است ولی از آنجا که «ضرب‌آهنگ» و «صدا» در نتیجه حرکت ایجاد می‌شوند و موسیقی می‌تواند حرکت را القا کند، به نظر می‌رسد که رابطه این دو همواره به شکل همزیستی بوده‌است.
بسیاری از شکل‌های آغازین موسیقی و رقص با هم ایجاد و اجرا شده‌اند. این تکامل دوگانه در دوران مختلف ادامه داشته و باعث ابداع گونه‌هایی از رقص/موسیقی شده‌است، از جمله: دیسکو، سالسا، الکترونیکا و هیپ‌هاپ. برخی از سبک‌های موسیقی مانند موسیقی باروک و رقص باروک رقص موازی دارند، در حالی که سبک‌های دیگر به‌طور جداگانه ایجاد شدند: موسیقی کلاسیک و باله کلاسیک.
هر چند رقص همراه با موسیقی است، می‌توان آن را به‌طور مستقل ارائه کرد یا از آهنگ خود رقص استفاده نمود (رقص پا). رقص‌های همراه با موسیقی، بسته به سبک رقص ممکن است با موسیقی هم‌زمان باشند یا نباشند. رقصی که بدون موسیقی اجرا می‌شود، «رقص با ریتم خود» نامیده می‌شود.

## رقصنده

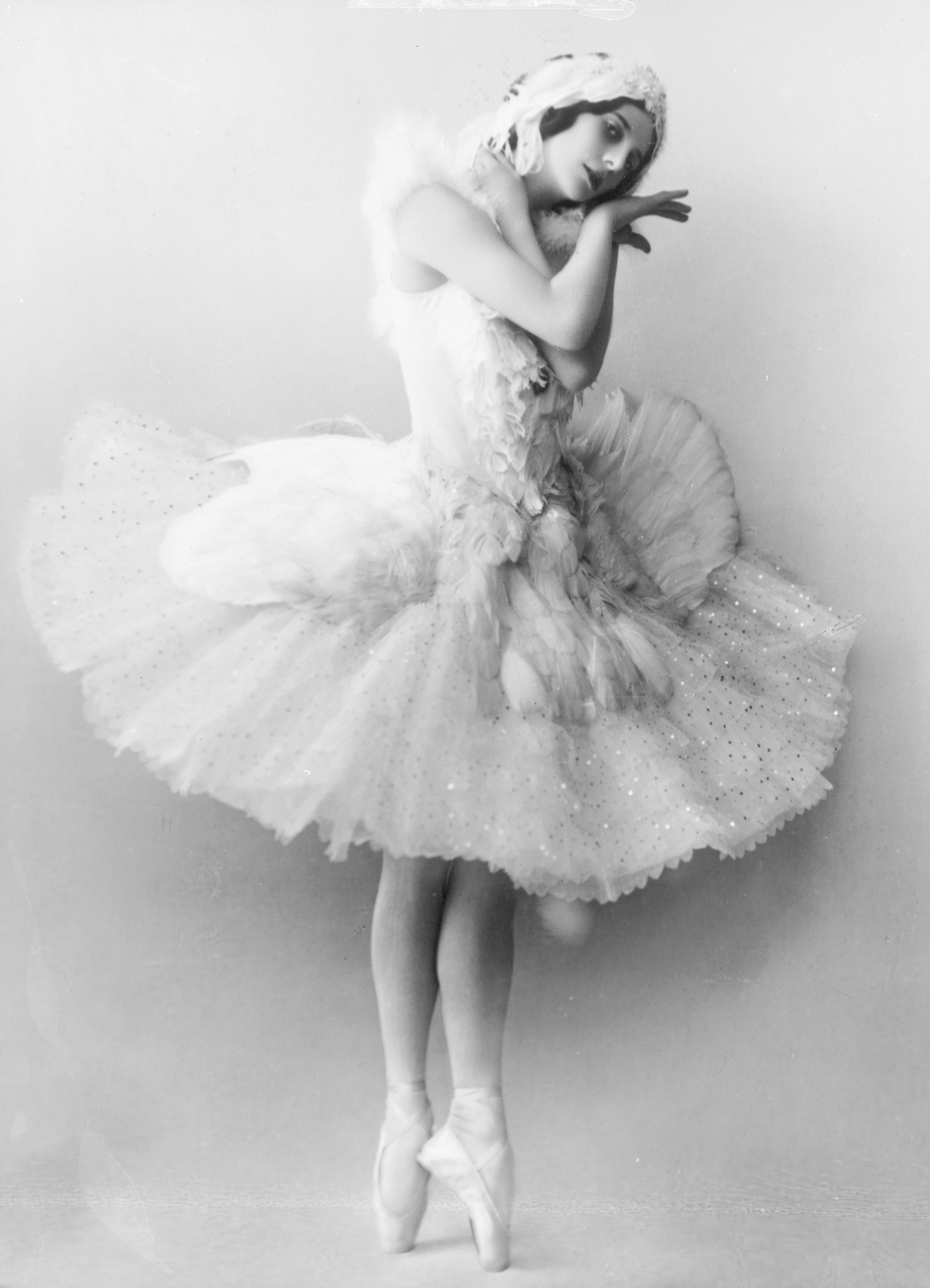
آنا پاولوا، رقصنده روس در باله مرگ قو

به کنشگران رقص رقصنده، و به خود کنش، رقصیدن یا رقص گفته می‌شود.
در فرهنگ معاصر ایرانی «رقاص» یا «رقاصه» لفظی است با بار منفی که به رقصندگان باشگاه‌های شبانه از جمله رقص عربی و رقص برهنه غربی گفته می‌شود. به کار بردن این لفظ برای کسانی که حرفه آن‌ها نوعی از انواع رقص‌های هنری است ناپسند است.

## گونه‌ها
رقص، به معنای کنشی انسانی که حاصل برانگیختگی حسی به وسیلهٔ انواع ادراک آدمی مانند شنوایی، شور، غم، زیبائی‌شناسی و غیره است، به انواع مختلف تقسیم می‌شود:

### رقص صحنه‌ای

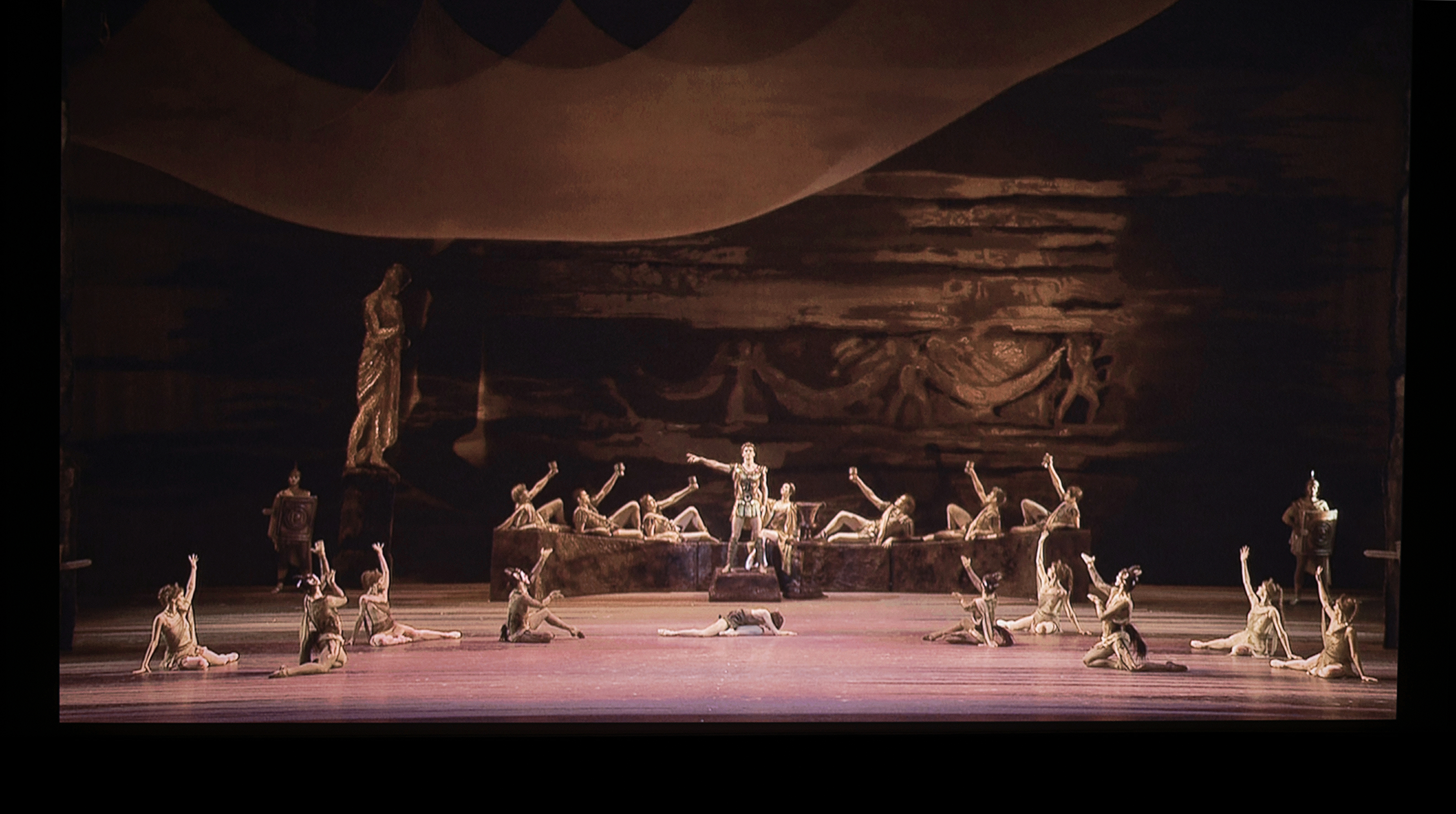
نمایش باله اسپارتاکوس. باله بولشوی مسکو. ۲۰۰۳

به نوعی از رقص گفته می‌شود که به وسیلهٔ افراد آموزش‌دیده به صورت حرفه‌ای و برای نمایش جمعی و همگانی در یک محیط نمایشی مانند سالن تئاتر اجرا می‌شود، مانند:
- باله کلاسیک
- باله نئوکلاسیک
- باله مدرن یا رقص معاصر
- رقص کاراکتر
- سیرک رقص

### رقص آئینی

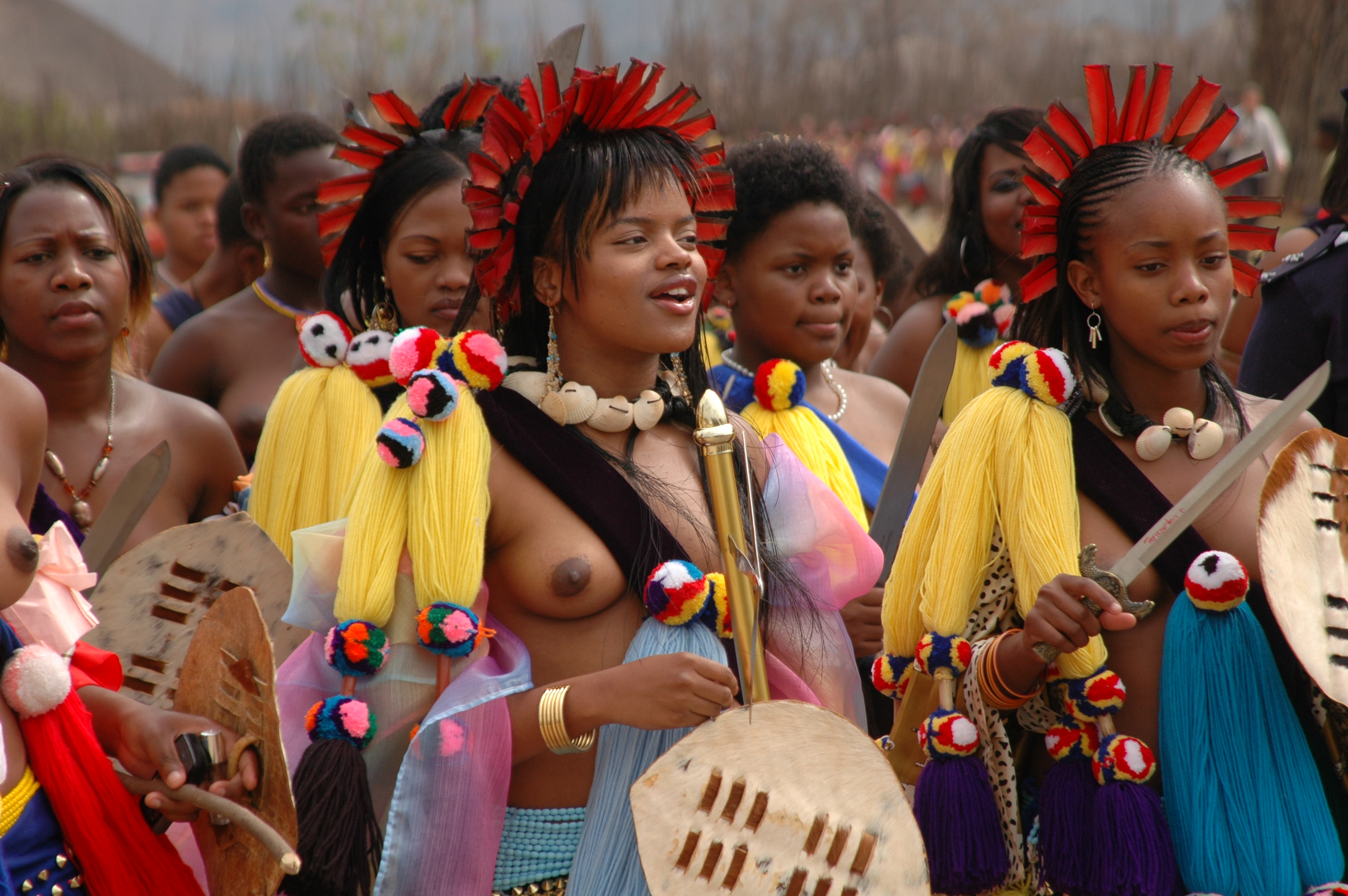
شاهزاده سیخانیئیسو (شاهزاده اسواتینی) در حال رقص در آیین اوملانگا

رفتاری جمعی و گروهی است که معمولاً ریشه‌های ژرف تاریخی دارد. رقص آئینی با پیگیری یک هدف جمعی، مانند شکرگزاری، جشن و سرور پیرامون موضوعی ویژه مانند برداشت محصولات کشاورزی، ابراز شجاعت و غیره برگزار می‌شود:
- رقص شمشیر؛ پیش از پیوستن به میدان نبرد در جوامع بدوی اعراب
- آئین رقصگونه شاهان و درباریان هخامنشی همراه با اسب
- رقص قربانی کردن گاو در آئین میترائیسم
- رقص موسوم به شیطان در سریلانکا
- رقص اوملانگا در اسواتینی

### رقص عرفانی

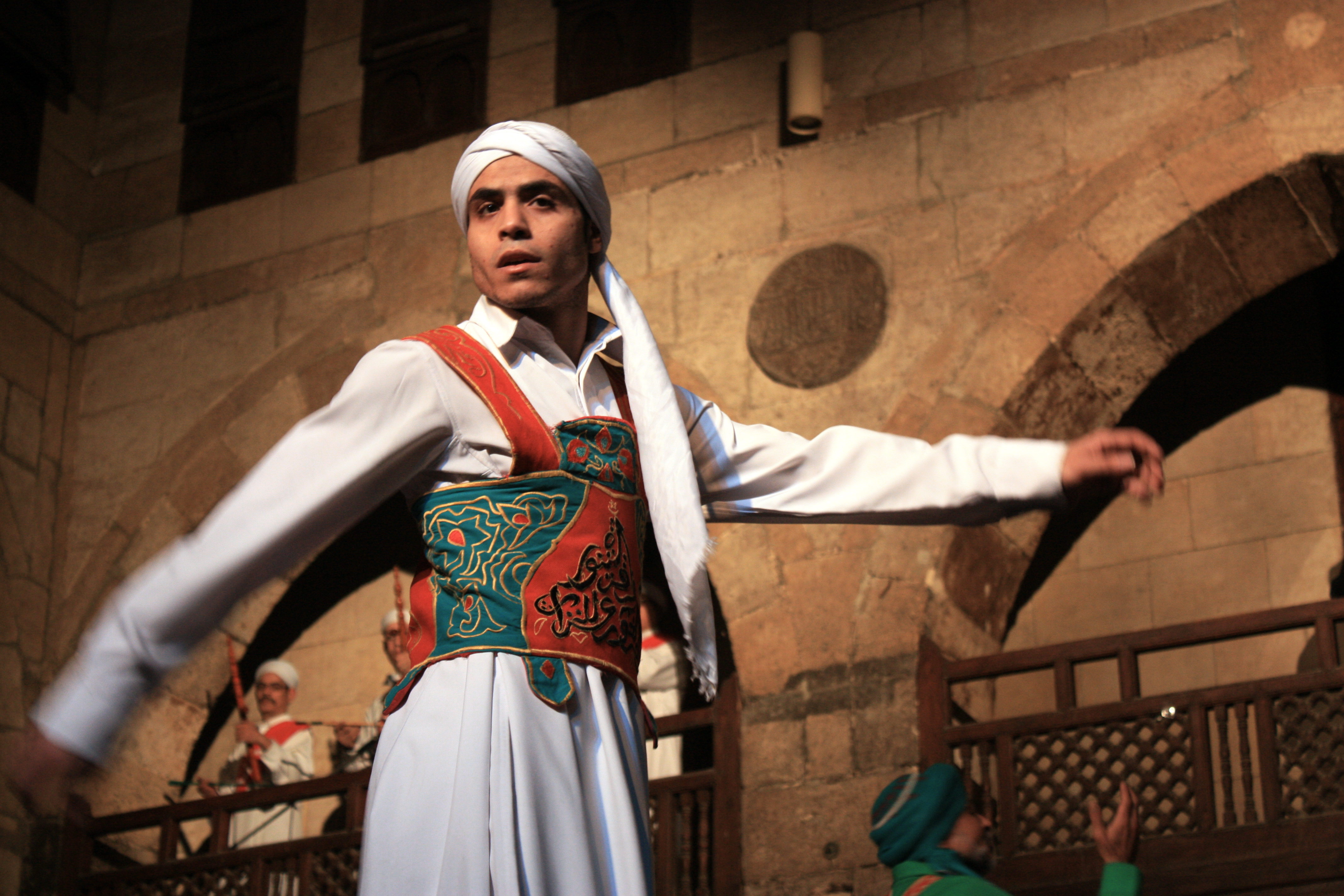
یک صوفی در رقص. نمونه‌ای از رقص عارفانه

هر نوعی از رقص که مدعی ورود و اتصال به عوالم روحانی یا ارتباط با ماوراءالطبیعه است. اساس و شالوده رقص عرفانی باورهای اعتقادی، مذهبی و دینی دیرینه است:
- رقص کاهنان معابد در مصر باستان
- رقص سماع یا رقص‌های صوفیانه
- رقص‌های نیایشی سرخپوستان آمریکا

### رقص محلی یا فولکلور

والس یک نوع رقص محلی

نوعی از رقص است که ریشه در فولکلور، عادات و سنن قومی و عشیره‌ای دارد. این نوع از رقص حاصل تداوم سنِت بیان گروهِی جامعه‌ای کوچک از مردمانی است که شادی و غم یا هر احساس دیگر مشترِک جمعی را با زبان حرکت و ایماء و اشاره و در غالب حرکاتی موزون منتقل می‌کنند. رقص محلی در واقع راوی تجربه‌های جمعی عشایر و روستانشینان است. رقص‌های محلی و فولکلوریک در همه جوامع بشری یافت می‌شود و جزئی از میراث فرهنگی بشریت محسوب می‌شود.
- رقص‌های مناطق مختلف ایران، مانند رقص لری، رقص بندری، رقص شمالی یا گیلانی، رقص بلوچی، رقص خراسانی، رقص سیستانی، رقص کردی، رقص آذربایجانی و …
- رقص‌های مناطق مختلف اسپانیا، ترکیه، ایتالیا، مجارستان، مکزیک و دیگر کشورهای دنیا

### رقص سنتی یا ملی
- رقص فلامنکو
- رقص تاجیک
- رقص هندی
- رقص عربی زنانه
- رقص ایرانی

### رقص‌های بالروم

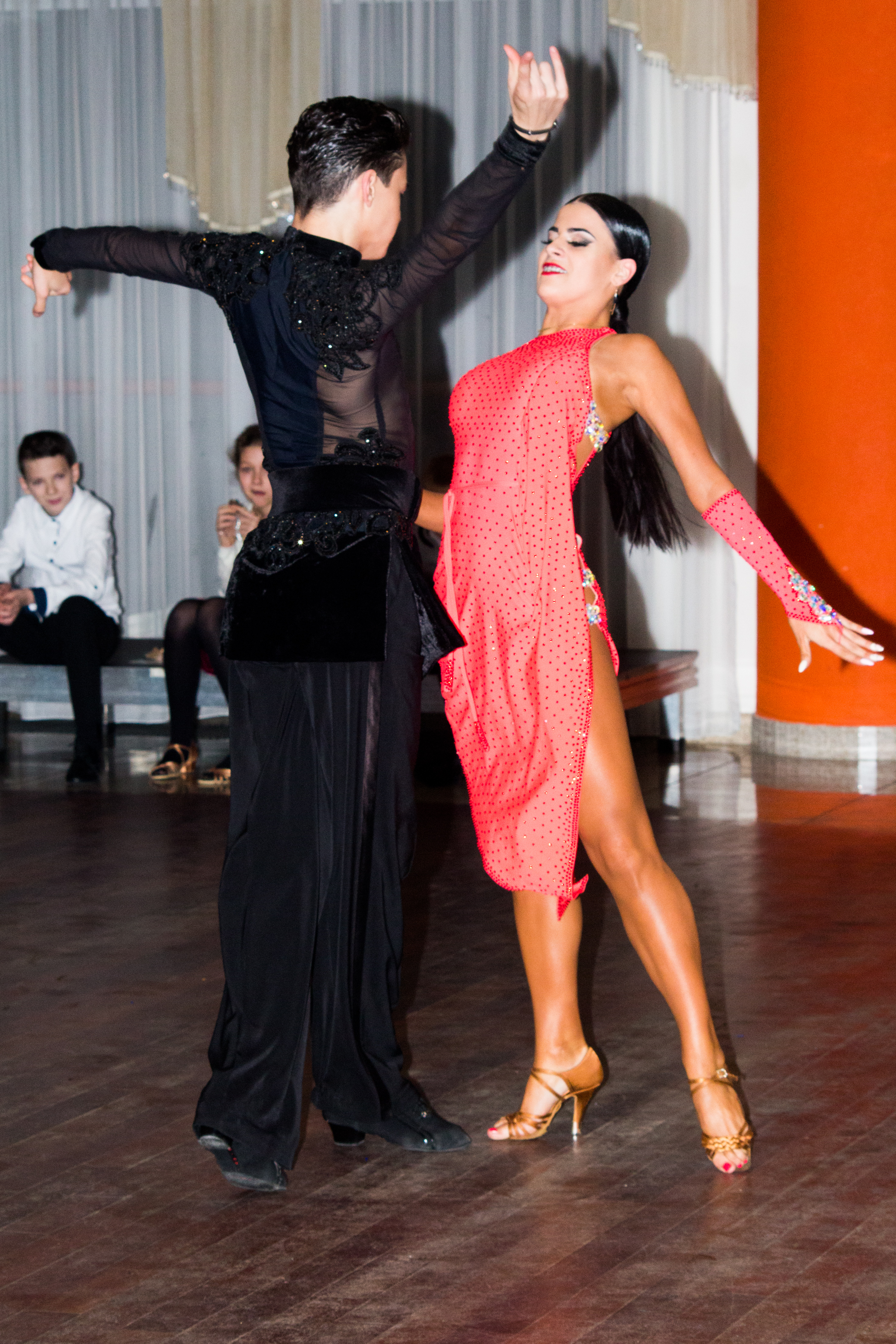
رقص بالروم

رقص‌های موسوم به بالروم متشکل از رقص‌های عموماً دونفره اجتماعی و توسعه یافته در کشورهای مختلف مانند اسپانیا، آرژانتین و آمریکاست که امروزه به صورت رقابتی تدارک و اجراء می‌شوند:
- چاچا
- سالسا
- تانگو، با ریشه در آرژانتین
- دیسکو
- پازا دبله، با ریشه در اسپانیا

### رقص‌های اجتماعی
که به صورت فردی یا گروهی اجراء می‌شوند، مانند:
- رقص هیپ‌هاپ
- رقص بریک دنس
- رقص جاز

### رقص بداهه فردی

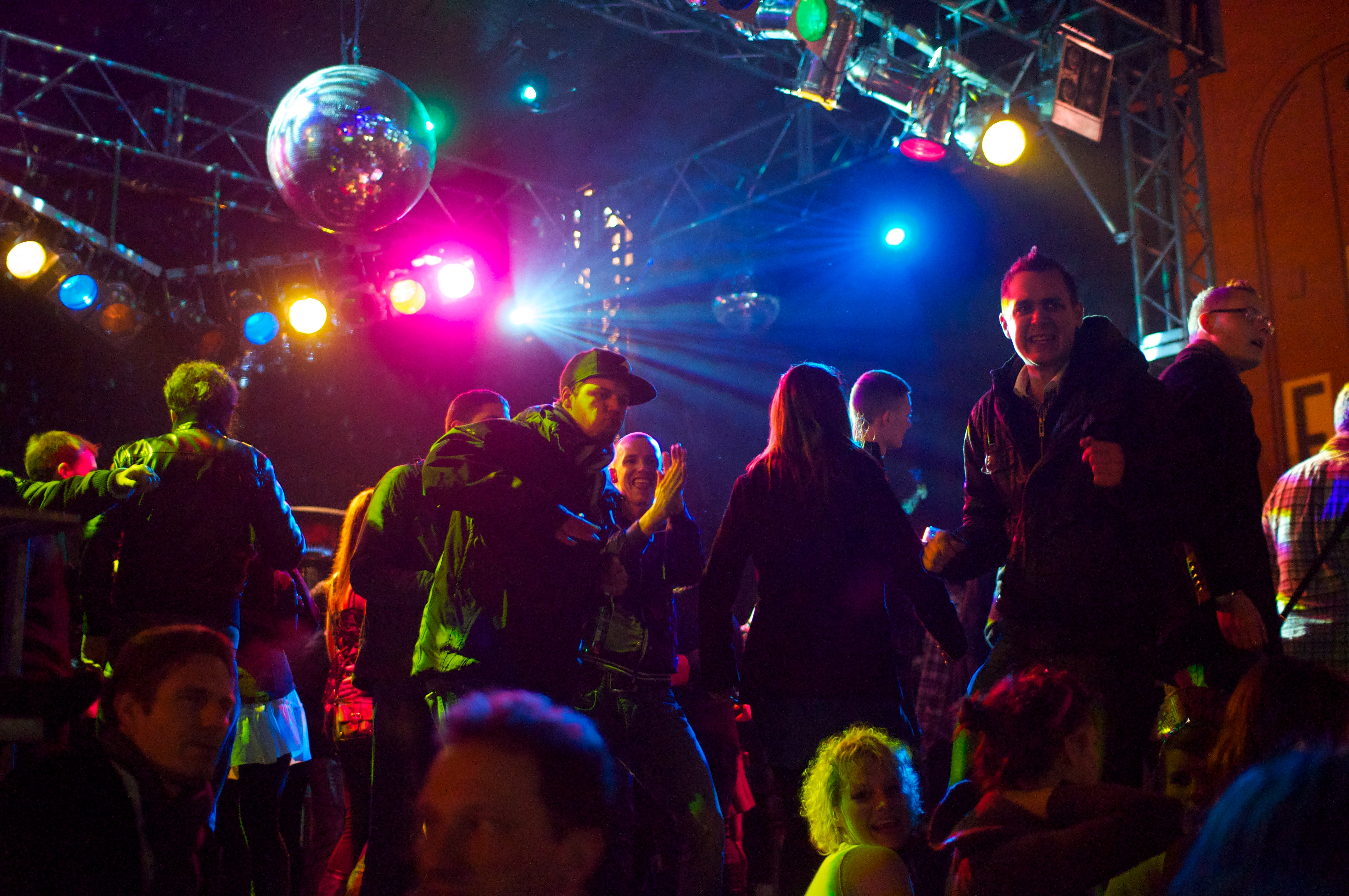
رقص بداهه فردی در کلوب شبانه رقص

رقص بداهه فردی به‌طور معمول حاصل وجد کنشگر است و در میانه جمع ولی به صورت انفرادی و عاری از هر محدودیت و قواعد تکنیکی اجراء می‌شود. هر کسی با توجه به استعداد شخصی، زبان حرکتی فردی و توان ابراز وجود در جمع و به صورت کاملاً بداهه و برنامه‌ریزی نشده به اجرای این نوع رقص می‌پردازد، برای نمونه:
- رقص بداهه شهری ایرانی در محافل خانوادگی و دوستانه
- رقص در دیسکوتک، کلوب‌های شبانه رقص در غرب

### رقصاستریپتیز یا برهنگی تدریجی

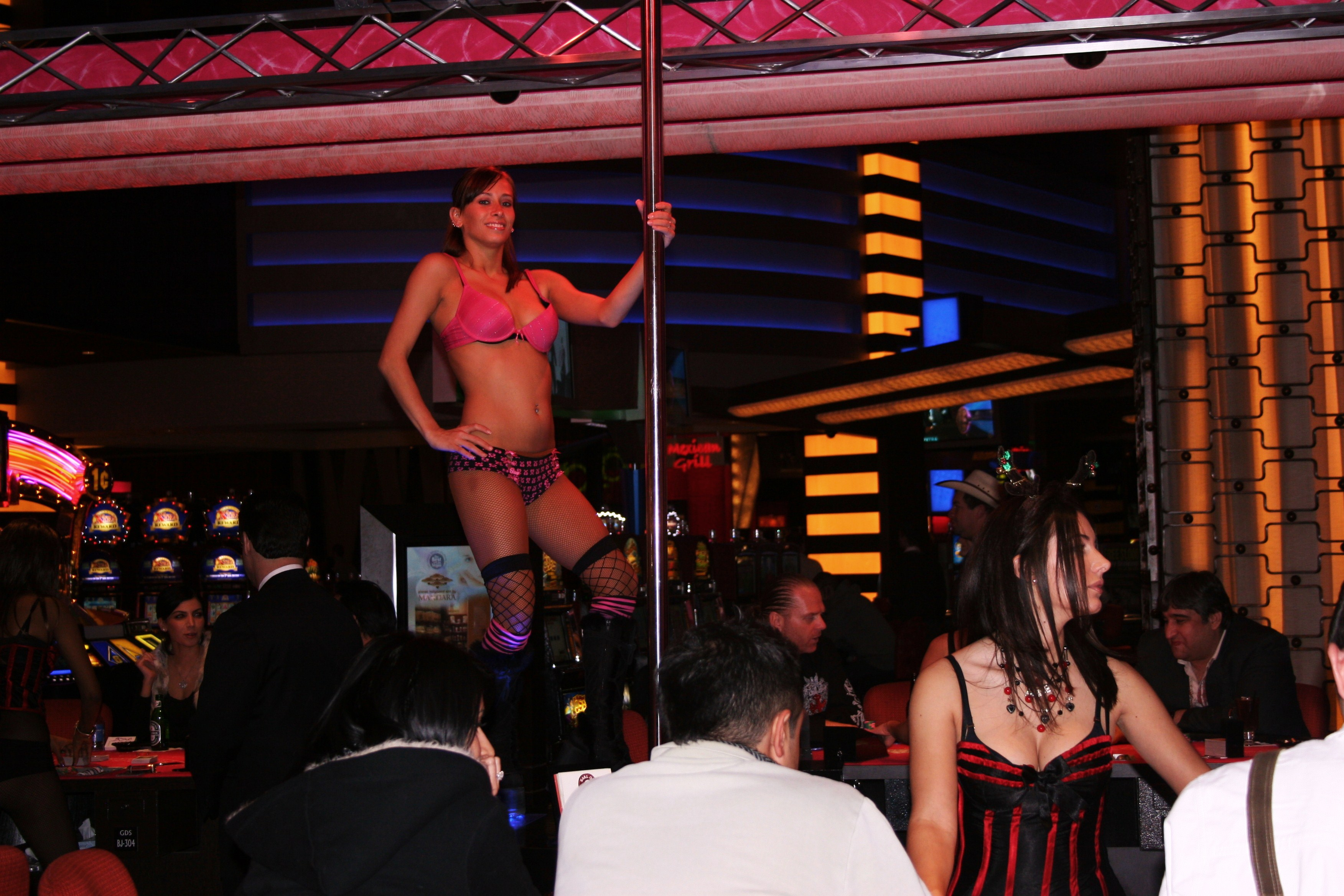
نگاره‌ای از یک رقصنده برهنه پای میز قمار در یک کازینو در شهر لاس‌وگاس در حال رقص میله‌ای.

به انواع گوناگون رقص که تنها با هدف ایجاد سرگرمی و بیشتر با تحریکات شهوانی اجرا می‌شوند، مانند رقص «استریپ تیز» مرسوم در کلوب‌های شبانه در غرب، نوعی از رقص‌های کاباره‌ای که در فیلم‌های فارسی دهه چهل و پنجاه خورشیدی باب شد و نوعی از رقص‌های زنانه عربی.
رقص جنگ
رقص آذری در مراسم‌های آئینی، سنتی و حتی برای آمادگی در جنگ‌ها مورد استفاده قرار می‌گرفته‌است. از همین رو از دیرباز، رقص آذری برای مردم آذربایجان مفهومی حماسی را با خود به همراه داشت.
از دیگر جنبه‌های رقص آذری می‌توان به اجرای این هنر در مراسم دینی و با هدف شکرگزاری نیز اشاره کرد. مردم آذربایجان هنر رقص خود را برای ستایش مقدسات خود به‌کار می‌بردند.
یک نوع ویژه از رقص می‌تواند در انواع و ژانرهای گوناگون دیگر رقص نیز بگنجد و تعریف شود.

## به عنوان یک وجه هنری در اروپا و آمریکای شمالی

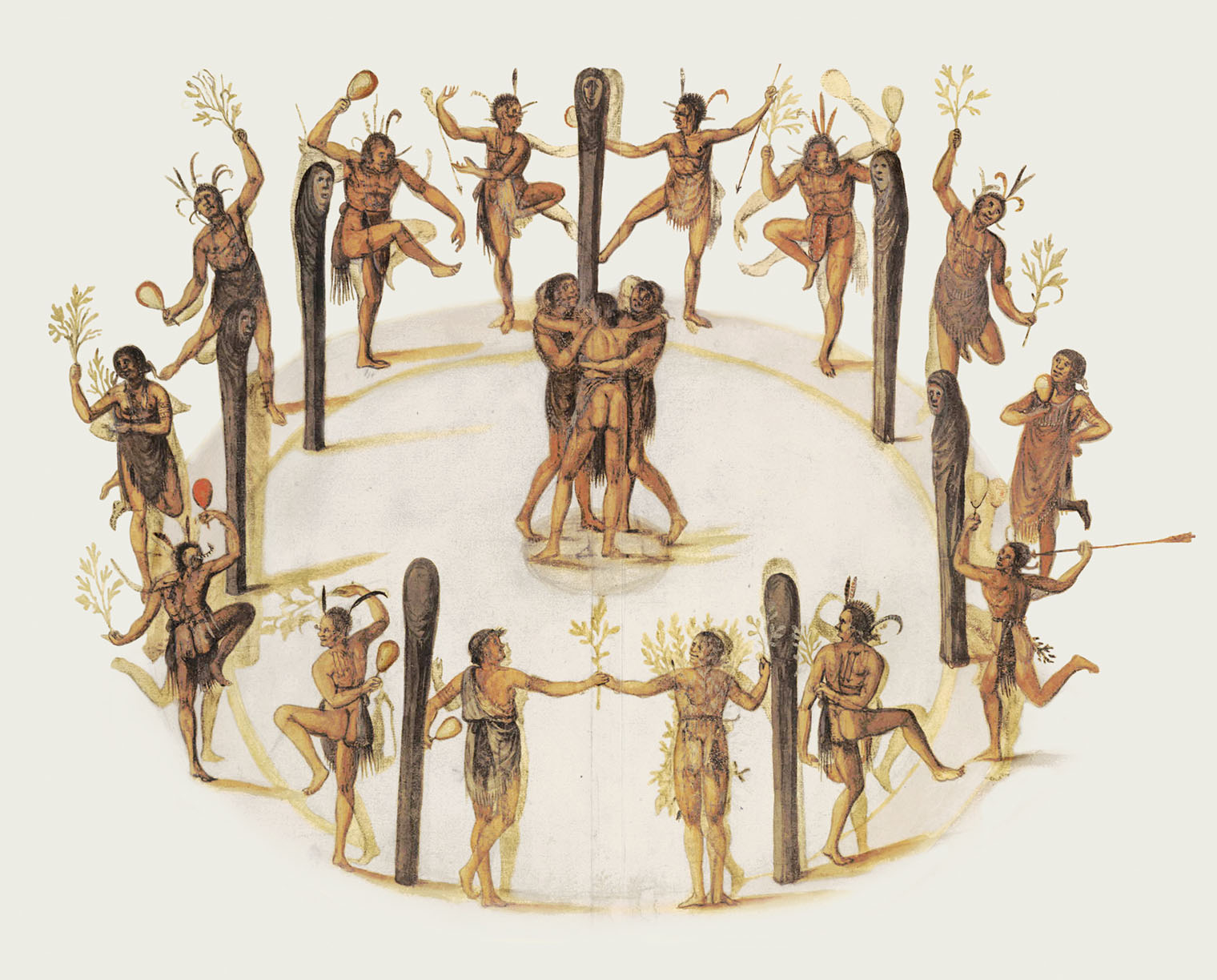
تعبیر شاهد عینی جان وایت از یک رقص بومی آمریکایی در جزیره روانوک در سال ۱۵۸۵ که تحت تأثیر دانش او از رقص محوطه‌ای الیزابتی است.

با چند ملیتی شدن فرهنگ اروپا، از یک سو رقص‌های نواحی مختلف در نقاط دیگر اجرا شدند، و از سوی دیگر رقص‌های جدیدی (به ویژه در ایتالیا) ابداع گردید. با شروع اجرای رقص‌ها در خارج از حیطه فرهنگی اصلی، نیاز به دستورالعمل اجرای آن‌ها احساس می‌شد.
اولین فرهنگستان رقص، فرهنگستان سلطنتی رقص (به فرانسوی: Académie Royale de Danse) بود که در سال ۱۶۶۱ در پاریس گشایش یافت. کمی بعد اولین گروه سازمان‌یافته باله زیر نظر این فرهنگستان تشکیل شد؛ این گروه در ابتدا کاملاً مردانه بود، اما در سال ۱۶۸۱ زنان نیز به آن پیوستند.
در آغاز قرن بیستم، نوآوری در رقص به شدت افزایش یافت و روش‌های مستقل رواج یافتند. پیشگامان اولیه رقص مدرن عبارت‌اند از لویی فولر، ایسادورا دوتکان، ماری ویگمن و راث سن دنیس. رابطه موسیقی با رقص، مبنای حرکات موزون بود که توسط امیلی ژاکوس- دالکروز ابداع شد و در توسعه رقص مدرن و بالت مدرن از طریق هنرمندانی مانند ماری رامبرت مؤثر بود.
حرکات موزون که توسط رادولف اشتاینر و بوری مایر- اشمیتس گسترش یافت، عناصر باقی‌مانده از رقص کلاسیک را با سبک آزاد جدید ترکیب کرده و مجموعه واژگان تازه و پیچیده‌ای را به مجموعه واژه‌های رقص اضافه کرد. در دهه ۱۹۲۰ بنیانگذاران مهم سبک جدید مانند مارتا گراهام و دوریس هامفری کار خود را آغاز کردند. از این زمان به بعد طیف گسترده‌ای سبک‌های رقص جدید ابداع شدند.

## آموزش و پژوهش

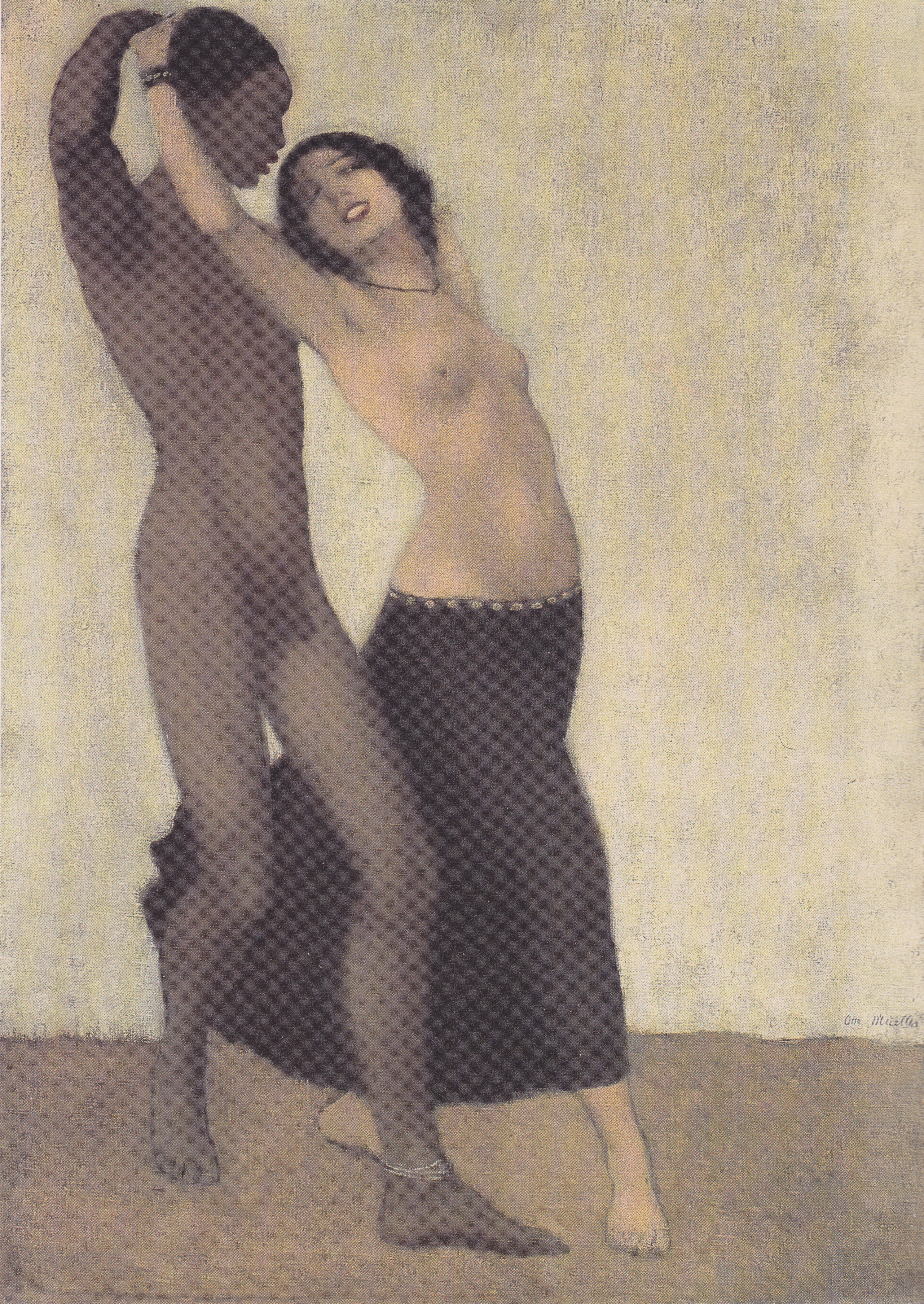
دو رقصنده - اتو مولر

در اوایل دهه ۱۹۲۰، مطالعات رقص (تمرین، نظریه بحرانی، تحلیل موسیقی و تاریخ رقص) به عنوان یک رشته دانشگاهی مورد توجه قرار گرفت. امروزه این مطالعات به عنوان بخش مهمی از بسیاری از دانشگاه‌ها و برنامه‌های هنر و علوم انسانی است. در اواخر سده بیستم اهمیت یافتن دانش عملی به اندازه دانش دانشگاهی باعث پیدایش «پژوهش‌های عملی» و «تمرین به عنوان پژوهش» شد. طیف وسیعی از دوره‌های رقص وجود دارد، از جمله:
- تمرین حرفه‌ای: مهارت‌های اجرایی و فنی
- پژوهش عملی: رقص پردازی و اجرای رقص
- اتنوکورولوژی که در برگیرنده جنبه‌های انسان‌شناختی، مطالعات فرهنگی، مطالعات منطقه‌ای، نظریه پسااستعماری، قوم‌نگاری و … مرتبط با رقص است.
- رقص‌درمانی.
- رقص و فناوری: رسانه‌های جدید و فناوری‌های اجرای رقص
- تحلیل حرکت لابان و مطالعات جسمی
تنها کتاب چاپ شده و ثبت گردیده در کتابخانه ملی ایران در خصوص باله، ترجمه تألیفی است از پردیس خسروی به نام مبانی آموزش باله در چند کلمه

مجموعه کامل مدارک دانشگاهی از کارشناسی تا دکترای حرفه‌ای و دیگر برنامه‌های پسادکترا ارائه می‌شود و بسیاری از بورسیه‌های رقص در حال تحصیل، «دانشجویان بالغی» هستند که پس از یک دوره اشتغال حرفه‌ای به تحصیل می‌پردازند.

## طبقه‌ها
رقص را می‌توان به دو طبقه اصلی تقسیم کرد که هر یک دارای زیر طبقه‌هایی تقسیم می‌شوند و اغلب سبک‌های رقص در این زیر طبقه‌ها قرار می‌گیرند. این طبقات عبارت‌اند از:
- «رقص کنسرت / رقص اجرا (نمایش)»
  - رقص کنسرت قرن بیستم
  - رقص رقابتی
- «رقص مشارکتی»
  - رقص مراسمی
  - رقص سنتی
  - رقص برهنه یا رقص نامتعارف.

## به عنوان شغل
در ایالات متحده بسیاری از رقصنده‌های حرفه‌ای عضو اتحادیه‌هایی مانند صنف هنرمندان موسیقی آمریکا، صنف هنرپیشگان صحنه و انجمن برابری هنرپیشگان هستند. این اتحادیه‌ها به اعضای خود برای تعیین شرایط کاری و حداقل دستمزد خود کمک می‌کنند.
رقصنده‌ها می‌توانند مزایای دیگری مانند محل اقامت و غذا (برای مأموریت‌های مسافرتی) دریافت کنند. رقصنده‌های حرفه‌ای می‌توانند به تدریس نیز بپردازند.

## نگارخانه

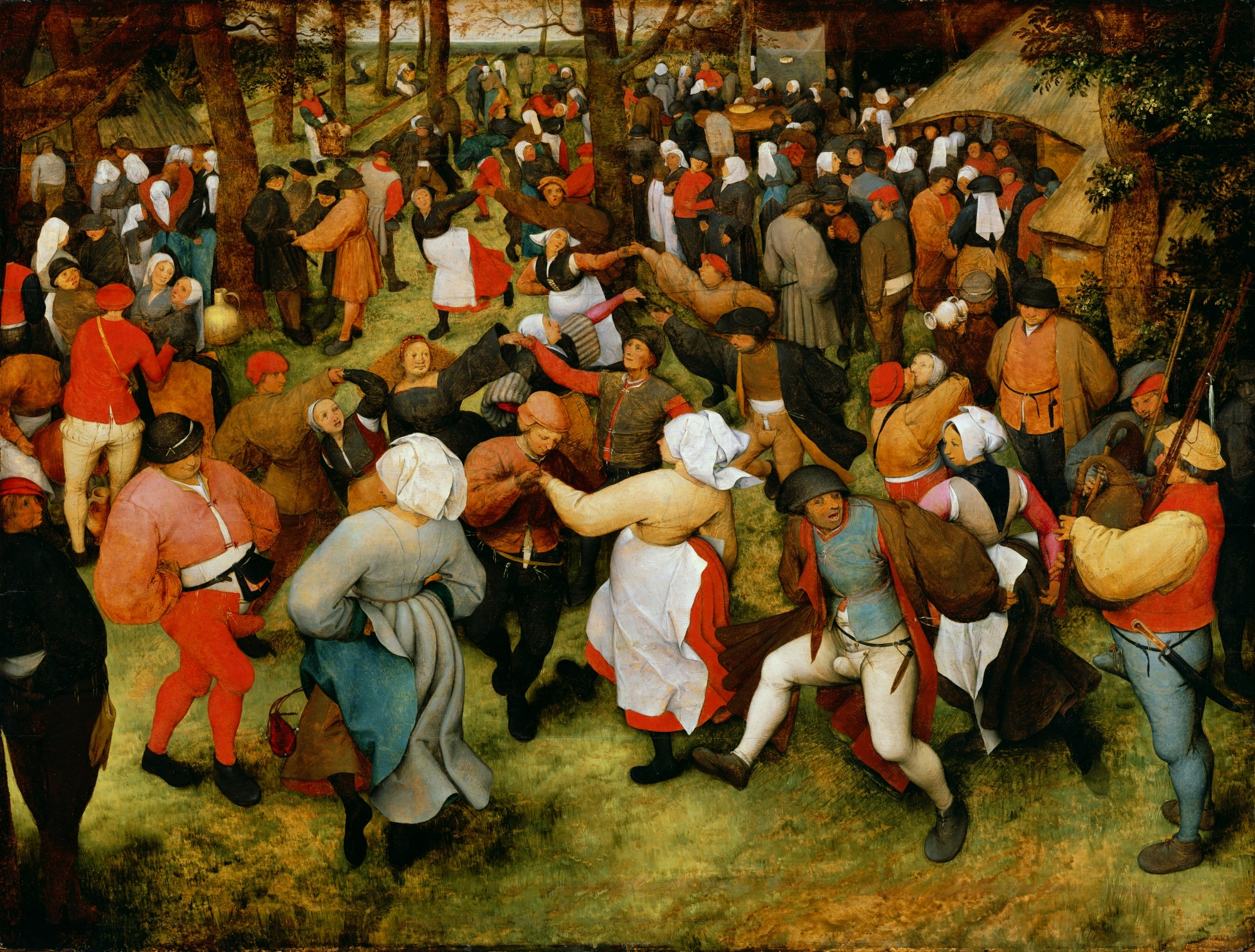
رقص عروسی، اثر پیتر بروگل
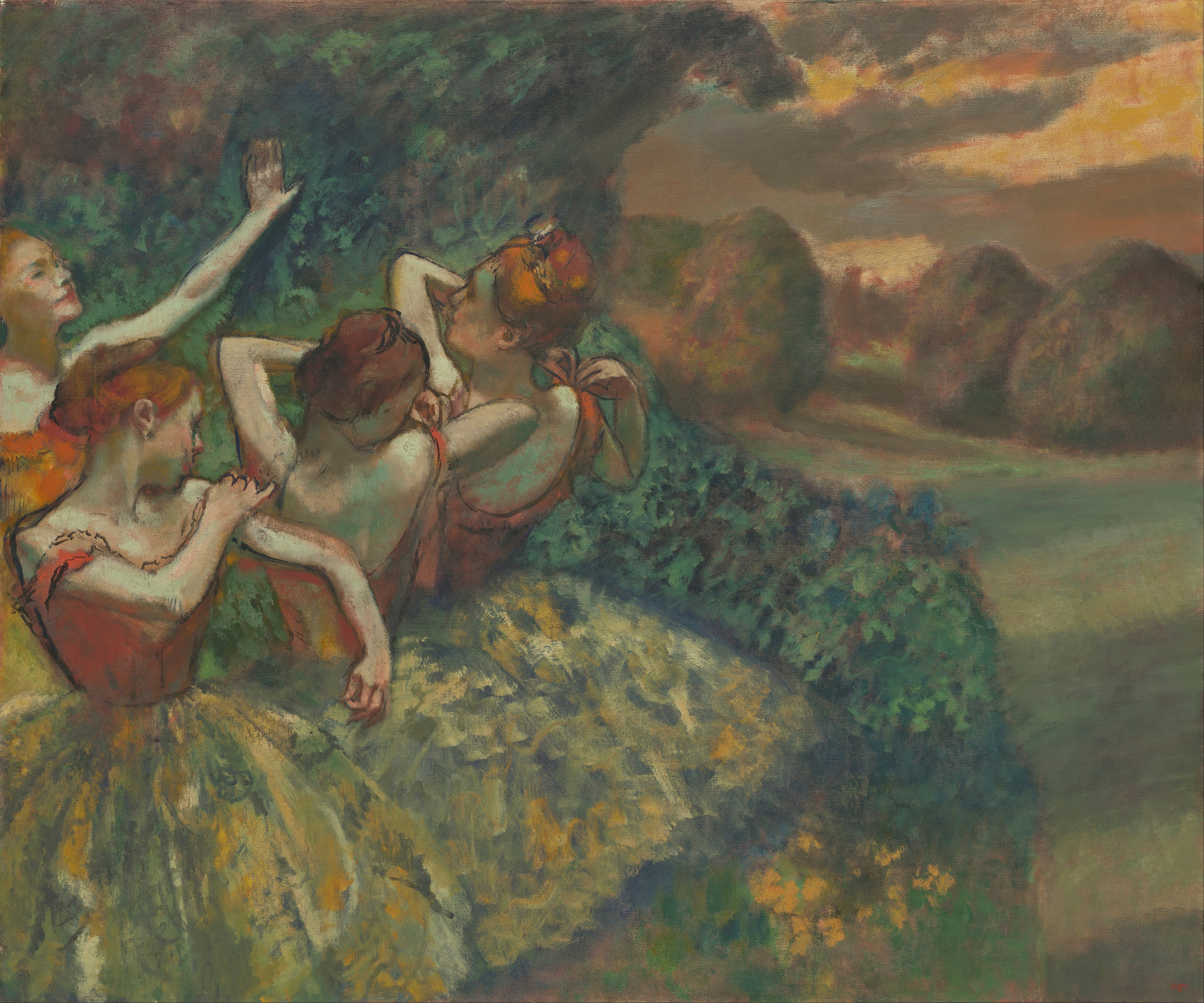
چهار رقاص، اثر ادگار دگا
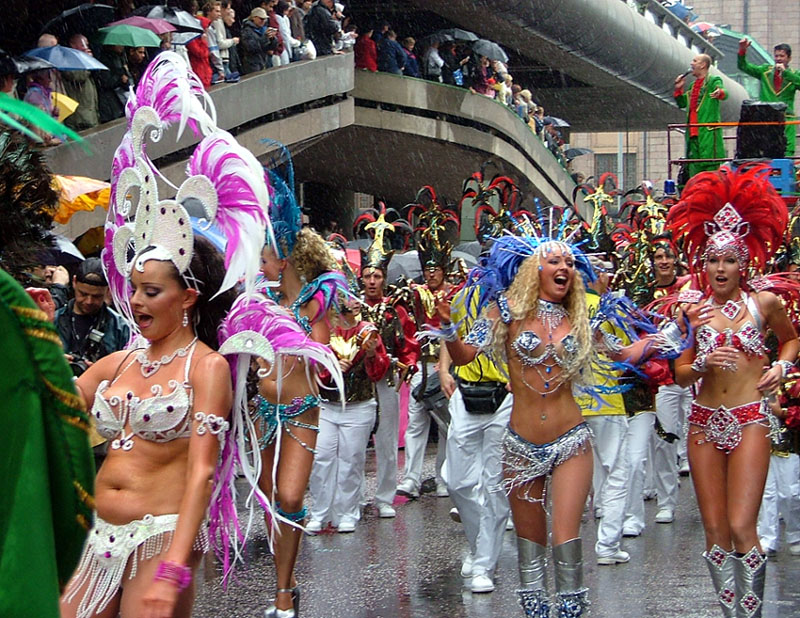
رقص سامبا در کارناوال برزیل